# Brithodes quadrilineata
Brithodes quadrilineata là một loài bướm đêm trong họ Erebidae.